# Nour Elgendy
Nour Diaa Elgendy, née le 29 avril 2004, est une nageuse égyptienne.

## Carrière
Nour Elgendy est médaillée d'or du 200 mètres papillon et médaillée d'argent du 4 × 200 mètres nage libre aux Jeux africains de 2019.
Elle remporte aux Championnats d'Afrique de natation 2021 à Accra la médaille d'argent du 4 × 100 mètres nage libre, du 4 × 200 mètres nage libre, du 4 × 100 mètres quatre nages, du 4 × 100 mètres nage libre mixte et du 4 × 100 mètres quatre nages mixte ainsi que la médaille de bronze du 100 mètres brasse. Elle dispute également les courses juniors dans cette compétition, remportant l'or sur 100 mètres papillon, 200 mètres quatre nages, 4 × 100 mètres nage libre et 4 × 100 mètres quatre nages, l'argent sur 100 mètres brasse, sur 4 × 100 mètres nage libre mixte et sur 4 × 100 mètres quatre nages mixte, et le bronze sur 200 mètres brasse.
Aux Jeux africains de 2023 à Accra, elle est médaillée d'or sur 200 mètres papillon et sur 4 × 100 mètres nage libre, médaillée d'argent sur 100 mètres papillon, sur 200 mètres quatre nages, sur 4 × 200 mètres nage libre, sur 4 × 100 mètres quatre nages et sur 4 × 100 mètres quatre nages mixte.